# Élections législatives de 1946 dans la Vienne
Les élections législatives françaises de 1946 se tiennent le 10 novembre. Ce sont les premières élections législatives de la Quatrième république, après l'adoption lors du référendum du 13 octobre d'une nouvelle constitution.

## Mode de scrutin
L'Assemblée nationale est composée de 618 sièges pourvus au scrutin proportionnel plurinominal suivant la règle de la plus forte moyenne dans le cadre départemental, sans panachage. 
Le vote préférentiel est admis, en inscrivant un numéro d'ordre en face du nom d'un, de plusieurs ou de tous les candidats de la liste. Mais l'ordre ne pourra être modifié que si au moins la moitié des suffrages portés sur la liste est numéroté. Dans les faits les modifications ne dépasseront jamais les 7%.
Dans le département de la Vienne, quatre députés sont à élire.

## Élus
| Député sortant      | Parti | Parti | Député élu ou réélu | Parti | Parti |
| ------------------- | ----- | ----- | ------------------- | ----- | ----- |
| Alphonse Bouloux    |       | PCF   | Alphonse Bouloux    |       | PCF   |
| Fernand Maillocheau |       | PCF   | Fernand Maillocheau |       | PCF   |
| Pierre Abelin       |       | MRP   | Pierre Abelin       |       | MRP   |
| Henri Gallet        |       | MRP   | Henri Gallet        |       | MRP   |

## Résultats

### Résultats à l'échelle du département
| Parti    | Parti     | Tête de liste    | Résultats | Résultats | Sièges |  |
| Parti    | Parti     | Tête de liste    | Voix      | %         |        |  |
| -------- | --------- | ---------------- | --------- | --------- | ------ |  |
|          | MRP       | Pierre Abelin    | 58 564    | 39,14     | 2      |  |
|          | PCF       | Alphonse Bouloux | 48 849    | 32,65     | 2      |  |
|          | RGR off.  | Raymond Réthoré  | 18 671    | 12,48     | -      |  |
|          | SFIO      | Henri Huyard     | 17 261    | 11,54     | -      |  |
|          | RGR diss. | Landry Meunier   | 6 265     | 4,19      | -      |  |
|          |           |                  |           |           |        |  |
| Inscrits | Inscrits  | Inscrits         | 202 598   | 100,00    | 4      |  |
| Votants  | Votants   | Votants          | 152 786   | 75,41     |        |  |
| Exprimés | Exprimés  | Exprimés         | 149 610   | 97,92     |        |  |